# Ammoconia
Ammoconia é um gênero de traça pertencente à família Arctiidae.

## Espécies
- Ammoconia aholai Fibiger, 1996
- Ammoconia anonyma Ronkay & Varga, 1984
- Ammoconia caecimacula Denis & Schiffermüller, 1775
- Ammoconia reisseri Ronkay & Varga, 1984
- Ammoconia senex Geyer, 1828
  - Ammoconia senex senex
  - Ammoconia senex transhamadanensis Gyulai & Ronkay, 2006